# Ramón Encinas
Ramón Encinas Dios (ur. 19 maja 1893 w Pontevedrze, zm. 21 marca 1967 w Madrycie) – hiszpański piłkarz, trener.

## Kariera piłkarska
Ramón Encinas karierę piłkarską rozpoczął w juniorach Sporting Pontevedra, natomiast karierę profesjonalną spędził w Rácingu Vigo.

## Kariera trenerska
Ramón Encinas po zakończeniu kariery piłkarskiej rozpoczął karierę trenerską. Trenował: Celtę Vigo (1928–1931 – awans do Segunda División 1930), Deportivo Alavés (1931–1932), trzykrotnie FC Sevillę (1927–1928, 1933–1936, 1945–1947 – mistrzostwo Hiszpanii 1946, Puchar Króla 1935, awans do Primera División 1934), CF Valencię (1939–1942 – mistrzostwo Hiszpanii 1942, Puchar Króla 1941) oraz Real Madryt (1943–1945).

## Sukcesy

### Trenerskie
Celta Vigo
- Awans do Segunda División: 1930

FC Sevilla
- Mistrzostwo Hiszpanii: 1946
- Puchar Króla: 1935
- Awans do Primera División: 1934

CF Valencia
- Mistrzostwo Hiszpanii: 1942
- Puchar Króla: 1941

## Śmierć
Ramón Encinas zmarł 21 marca 1967 w Madrycie w wieku 73 lat.